# Konami Code

Der Konami Code

Der Konami Code (japanisch コナミコマンド, Konami komando, „Konami-Befehl“) ist ein Cheatcode, der in vielen Konami-Videospielen und mittlerweile auch in Spielen anderer Entwickler vorkommt.
Der Code ist inzwischen Teil der Popkultur und kann mitunter auf Internetseiten als Easter Egg gefunden werden.

## Geschichte
Der Code kam 1986 erstmals im ersten Titel der Shoot-’em-up-Spielereihe Gradius auf dem Nintendo Entertainment System zum Einsatz und erlangte in der NES-Version des Spieleserie Contra eine größere Bekanntheit.
Der Konami Code wurde von Kazuhisa Hashimoto kreiert, der das 1985 erschienene Arcade-Spiel Gradius auf das NES portierte. Da er das Spiel beim Testen während der Entwicklung zu schwer fand, implementierte er einen Cheatcode, welcher dem Spieler Zugriff auf diverse Power-ups gewährt, die normalerweise im Verlauf des Spiels freigeschaltet werden.
Eigentlich sollte der Cheatcode vor Veröffentlichung des Spiels entfernt werden. Als das Spiel bereits für die Massenproduktion vorbereitet wurde, entschieden sich die Entwickler jedoch, den Code nicht mehr aus dem Spiel zu entfernen, da eine kurzfristige Entfernung zu Fehlern im Spiel hätte führen können.
Der Konami Code wurde daher mit einigen Unterschieden in die weiteren Sequels und Ableger der Serie aufgenommen:
- In der Super-NES-Version von Gradius III zerstört der Originalcode das Schiff des Spielers. Wenn jedoch statt der Tasten ← und → die L und R Tasten des SNES-Controllers gedrückt werden, erhält der Spieler alle im Spiel verfügbaren Powerups.
- In der Wii-Version von Gradius Rebirth werden die Tasten A und B durch die Tasten 1 und 2 auf der Fernbedienung ersetzt.

Der Code findet sich mittlerweile in vielen anderen Spielen wieder. Eine Variation des Codes aktiviert im Webbrowser Opera einige versteckte Zusatzeinstellungen. Mit der Veröffentlichung von Opera 55 wurde der Konami Code entfernt, es gibt keine derartig versteckten Einstellungen mehr.

## Andere Spiele, die den Konami Code verwenden
- Anno 1800 (Ubisoft Blue Byte, Windows) – Spawnt hunderte zufällige Tiere, die durch die Luft fliegen und chaotisch vom Terrain abprallen.[11]
- BioShock Infinite (Irrational Games, Windows, Xbox 360, Xbox One, PlayStation 3, PlayStation 4) – Eine abgeänderte Version des Codes entsperrt den besonderen Schwierigkeitsgrad „1999 Modus“ direkt zu Beginn des Spiels[12]
- Dead by Daylight (Windows, Xbox One, PS4, Switch) – Wenn der Code im Hauptmenu eingegeben wird, und einer der Silent Hill Charaktere ausgewählt ist, spielt im Hintergrund ein Jingle aus dem Spiel Gradius[13]
- Flip (iPhone, iPod Touch) – Der Code entsperrt ein verstecktes Level mit 98 weiteren Puzzles[14]
- LittleBigPlanet 2 (Media Molecule, PlayStation 3) – Wenn der Code im unbenutzten Arcadeautomaten im Level „Set the Controls for the Heart of the Negativatron“ eingegeben wird, explodiert der Automat und die Zahlen „3733 5863“ werden sichtbar. Mit diesen Zahlen lassen sich die Worte „free love“ auf einer Handytastatur schreiben.[15]
- Ninja Raiden (Onlinespiel; Windows) – Die Eingabe des Konami Code erfolgt im Titelbildschirm l. Der klassische Gradius-Sound bestätigt den Code beim Start des Spiels. Das Spiel läuft mit 100 % Geschwindigkeit (normales Spiel läuft mit 90 %), Raiden trägt den Desperado-Skin, und da das Spiel schneller (d. h. härter) ist, werden die Stufenränge um eine Stufe angehoben. Dieser Code ist notwendig, um den Rang S+ zu erreichen. Nach Beendigung des Spiels (nur online) erscheint die Errungenschaft „Konami-Fan“ in den Ranglisten neben dem Punktestand.[16]
- Sportsfriends (PS3, PS4) – Der Code ermöglicht das Spielen des Spiels FLOP, welches eine Variante des Spieleklassikers Pong darstellt.[17]
- Half-Life 2 (PS3) – Wenn der Code in abgeänderter Form (up, up, down, down, left, right, left, right, O, X) auf der PlayStation-3-Variante des Spiels eingegeben wird, erhält der Spieler 25 Gesundheitspunkte.[18]
- Blasphemous – Eingabe des Codes im Hauptmenü schaltet den Skin „Uralte Geschichte“ frei.[19]
- Evoland 2 – Nakomi Manor ist eine Anlehnung an Konami und die Lösung eines Rätsels ist der Konamicode.[20]

## Verwendungen außerhalb von Videospielen
- Auf einigen Geräten lässt sich die Netflix-Anwendung durch eine Variante des Codes zurücksetzen.[21][22]
- Die Eingabe des Codes auf der Website des Yandere-Simulators (Seite „Charaktere“) lässt den Hintergrund dunkler und ominöser erscheinen. Er ersetzt auch alle Charaktere, die angezeigt wurden, durch ein mysteriöses Mädchen.[23]
- Auf der Website des Händlers Megaport aktiviert die Eingabe des Codes ein Snake-artiges Spiel.[24]
- Bei der Eingabe des Konami Code auf der Website der Bank of Canada für den 10-Dollar-Gedenkschein wird eine Chiptune-Version der kanadischen Nationalhymne abgespielt.[25]
- Die Eingabe des Codes in einer Google-Hangouts-Konversation änderte den Hintergrund der Konversation, in der der Code eingegeben wurde.[26]
- Wenn der Code auf der Website des WWF-UK eingegeben wird, fängt das Pandalogo an, sich zu drehen.[27]
- Wenn der Code in geschriebener Form („upupdowndownleftrightleftrightbastart“) auf einem Palm webOS-Gerät eingegeben wird, wird der Entwicklermodus entsperrt.
- Die Eingabe des Codes im Creators Dashboard von Twitch entsperrt einige Zusatzoptionen.[28]
- Auf der offiziellen Website des Videospiels Jurassic World Evolution löst der Konami Code ein Easteregg aus.[29]
- Die Website x.com lässt nach Eingabe das Logo rotieren.
- Die Eingabe des Codes auf dem MIDI-Controller Maschine Jam von Native Instruments aktiviert ein Snake-artiges Spiel.[30]

## Referenzen in der Popkultur

### Musik
- Der Code wurde auch von der amerikanischen Post-Hardcore-Band Falling in Reverse in ihrem Song Game Over referenziert. In dem Lied singt Leadsänger Ronnie Radke die Zeile „Up Up Down Down Down Left Right Left Right B A Select Start“.[31]
- Technicolor veröffentlichte 2016 den Titel Contra Code, der den Code als Liedtext zu dem Titel enthält.[32]
- Das Lied Anyone Else but You von The Moldy Peaches aus dem Jahr 2001 enthält den Text „Up up down down left right left right B A start / Just because we use cheats doesn't mean we're not smart.“[33]
- Der Song Permanence der britischen Indie-Rockband Bears in Trees aus dem Jahr 2020 enthält den Text „I wish this came with instructions / I could press up, up, down, down, left, right, left“[34]
- Im Musikvideo von dem Lied Wasteland Warrior Hoots Patrol, aus dem Jahr 2023, von Gloryhammer wird der Code innerhalb der Storyline des Liedes verwendet, um den Zauberer Zargothrax anzugreifen.[35]

### Film und Fernsehen
- Der Disney-Animationsfilm Ralph reichts aus dem Jahre 2012 zeigt eine Szene, in der King Candy den Konami Code auf einem großen NES-Controller eingibt, um einen Geheimgang zu öffnen, der zur Programmierung von Sugar Rush führt.[36]
- In der ersten Episode des Animes, Chūnibyō Demo Koi ga Shitai! erwähnt die Figur Rikka Takanashi den Konami Code, als sie ein Getränk an einem Automaten kauft und unerwartet ein zweites Freigetränk gewinnt
- Ab der dritten Episode des Animes Sasaki and Peeps wird im Abspann der Konami Code als Zauberspruch zur Verwandlung eines Apfels in einen gedeckten Apfelkuchen gezeigt.